# Черемховский район
Черемхо́вский райо́н — административно-территориальное (район) и муниципальное образование (муниципальный район) в Иркутской области России.
Административный центр — город Черемхово (в состав района не входит).

## География
Черемховский район расположен в юго-западной части Иркутской области. Граничит с Заларинским, Аларским, Боханским, Усольским районами области и Республикой Бурятия. Площадь территории — 9,9 тыс. км² (1,3 % территории Иркутской области).

## История
Район образован в 1926 году. В апреле 1941 года часть территории Черемховского района была передана в новый Голуметский район. 17 апреля 1959 года к Черемховскому району была присоединена часть территории упразднённого Голуметского района.

## Население
| 2002    | 2009    | 2010    | 2011    | 2012    | 2013    | 2014    |
| ------- | ------- | ------- | ------- | ------- | ------- | ------- |
| 32 746  | ↘30 647 | ↘30 114 | ↘30 041 | ↘29 818 | ↘29 436 | ↘29 118 |
| 2015    | 2016    | 2017    | 2021    |         |         |         |
| ↘29 070 | ↘28 883 | ↘28 719 | ↗28 781 |         |         |         |

### Урбанизация
В городских условиях (пгт Михайловка) проживают 26.02 % населения района.

## Муниципально-территориальное устройство
В муниципальный район входят 18 муниципальных образований, в том числе 1 городское поселение и 17 сельских поселений
| №        | Муниципальное образование | Административный центр     | Количество населённых пунктов | Население (чел.) | Площадь (км²) |
| -------- | ------------------------- | -------------------------- | ----------------------------- | ---------------- | ------------- |
| 1e-06    | Городское поселение       |                            |                               |                  |               |
| 1        | Михайловское              | рабочий посёлок Михайловка | 2                             | →7560            | 12,01         |
| 1.000002 | Сельские поселения        |                            |                               |                  |               |
| 2        | Алехинское                | село Алехино               | 4                             | ↘1779            | 125,80        |
| 3        | Бельское                  | село Бельск                | 7                             | ↘1456            | 235,61        |
| 4        | Булайское                 | село Верхний Булай         | 6                             | ↘1213            | 152,20        |
| 5        | Голуметское               | село Голуметь              | 7                             | ↘2220            | 272,07        |
| 6        | Зерновское                | село Зерновое              | 6                             | ↘1298            | 124,25        |
| 7        | Каменно-Ангарское         | село Каменно-Ангарск       | 2                             | ↗498             | 108,01        |
| 8        | Лоховское                 | село Лохово                | 4                             | ↘1631            | 123,80        |
| 9        | Нижнеиретское             | село Нижняя Иреть          | 7                             | ↗1133            | 214,17        |
| 10       | Новогромовское            | село Новогромово           | 7                             | ↗1494            | 107,50        |
| 11       | Новостроевское            | посёлок Новостройка        | 5                             | ↘687             | 1519,29       |
| 12       | Онотское                  | село Онот                  | 2                             | ↗848             | 1641,77       |
| 13       | Парфёновское              | село Парфёново             | 17                            | ↗2023            | 620,74        |
| 14       | Саянское                  | село Саянское              | 5                             | ↘947             | 488,53        |
| 15       | Тальниковское             | село Тальники              | 4                             | ↘810             | 2090,28       |
| 16       | Тунгусское                | село Тунгуска              | 3                             | ↘359             | 1674,02       |
| 17       | Узколугское               | село Узкий Луг             | 3                             | ↗858             | 115,76        |
| 18       | Черемховское              | село Рысево                | 10                            | ↗1905            | 261,61        |

### Населённые пункты
В Черемховском районе 100 населённых пунктов.
| №   | Населённый пункт | Тип             | Население | Муниципальное образование                   |
| --- | ---------------- | --------------- | --------- | ------------------------------------------- |
| 1   | Алехино          | село            | ↗1199     | Алехинское муниципальное образование        |
| 2   | Бажей            | деревня         | ↘187      | Нижнеиретское муниципальное образование     |
| 3   | Балухарь         | деревня         | →161      | Каменно-Ангарское муниципальное образование |
| 4   | Бархатова        | деревня         | ↗136      | Зерновское муниципальное образование        |
| 5   | Баталаева        | деревня         | ↘91       | Голуметское муниципальное образование       |
| 6   | Белобородова     | деревня         | ↘332      | Черемховское муниципальное образование      |
| 7   | Белые Ключи      | деревня         | ↘2        | Тунгусское муниципальное образование        |
| 8   | Белькова         | деревня         | ↘165      | Булайское муниципальное образование         |
| 9   | Бельск           | село            | ↘1144     | Бельское муниципальное образование          |
| 10  | Большебельск     | посёлок         | ↘14       | Нижнеиретское муниципальное образование     |
| 11  | Верхний Булай    | село            | ↘623      | Булайское муниципальное образование         |
| 12  | Верхняя Иреть    | деревня         | →138      | Голуметское муниципальное образование       |
| 13  | Витух            | блок-пост       | ↘6        | Зерновское муниципальное образование        |
| 14  | Гавриловская     | деревня         | →15       | Парфёновское муниципальное образование      |
| 15  | Герасимова       | деревня         | ↗227      | Парфёновское муниципальное образование      |
| 16  | Голуметь         | село            | ↘1866     | Голуметское муниципальное образование       |
| 17  | Городок          | посёлок         | ↘21       | Новостроевское муниципальное образование    |
| 18  | Громова          | деревня         | ↘23       | Новогромовское муниципальное образование    |
| 19  | Гусева           | заимка          | →55       | Нижнеиретское муниципальное образование     |
| 20  | Гымыль           | деревня         | →19       | Парфёновское муниципальное образование      |
| 21  | Елань            | деревня         | →102      | Бельское муниципальное образование          |
| 22  | Елоты            | деревня         | ↘77       | Голуметское муниципальное образование       |
| 23  | Жалгай           | деревня         | ↘179      | Саянское муниципальное образование          |
| 24  | Жернакова        | деревня         | ↗119      | Парфёновское муниципальное образование      |
| 25  | Жмурова          | деревня         | ↗288      | Лоховское муниципальное образование         |
| 26  | Забитуй          | деревня         | ↘5        | Новогромовское муниципальное образование    |
| 27  | Заморская        | деревня         | ↘138      | Алехинское муниципальное образование        |
| 28  | Зерновое         | село            | ↘610      | Зерновское муниципальное образование        |
| 29  | Инга             | село            | ↘121      | Новостроевское муниципальное образование    |
| 30  | Индон            | участок         | ↘44       | Саянское муниципальное образование          |
| 31  | Исакова          | деревня         | ↘10       | Парфёновское муниципальное образование      |
| 32  | Искра            | деревня         | ↗76       | Булайское муниципальное образование         |
| 33  | Каменно-Ангарск  | село            | ↘339      | Каменно-Ангарское муниципальное образование |
| 34  | Касьяновка       | деревня         | ↘80       | Зерновское муниципальное образование        |
| 35  | Катом            | деревня         | ↘105      | Новогромовское муниципальное образование    |
| 36  | Кирзавод         | деревня         | ↘156      | Черемховское муниципальное образование      |
| 37  | Ключи            | деревня         | ↘209      | Бельское муниципальное образование          |
| 38  | Козлова          | деревня         | ↘251      | Булайское муниципальное образование         |
| 39  | Комарова         | деревня         | →19       | Бельское муниципальное образование          |
| 40  | Красный Брод     | деревня         | →137      | Саянское муниципальное образование          |
| 41  | Лохова           | деревня         | ↘44       | Бельское муниципальное образование          |
| 42  | Лохово           | село            | ↘909      | Лоховское муниципальное образование         |
| 43  | Малая Ленская    | деревня         | ↘106      | Парфёновское муниципальное образование      |
| 44  | Малиновка        | деревня         | ↗493      | Новогромовское муниципальное образование    |
| 45  | Мандагай         | участок         | →130      | Голуметское муниципальное образование       |
| 46  | Михайловка       | рабочий посёлок | ↗7489     | Михайловское муниципальное образование      |
| 47  | Молочное         | посёлок         | ↘139      | Зерновское муниципальное образование        |
| 48  | Мото-Бодары      | посёлок         | ↗52       | Тунгусское муниципальное образование        |
| 49  | Мотова           | деревня         | ↗44       | Парфёновское муниципальное образование      |
| 50  | Муратова         | деревня         | ↘177      | Черемховское муниципальное образование      |
| 51  | Мутовка          | деревня         | →4        | Бельское муниципальное образование          |
| 52  | Невидимова       | заимка          | →10       | Нижнеиретское муниципальное образование     |
| 53  | Нены             | деревня         | ↗302      | Лоховское муниципальное образование         |
| 54  | Нижняя Иреть     | заимка          | ↘0        | Узколугское муниципальное образование       |
| 55  | Нижняя Иреть     | село            | ↗811      | Нижнеиретское муниципальное образование     |
| 56  | Новогромово      | село            | ↘643      | Новогромовское муниципальное образование    |
| 57  | Новостройка      | посёлок         | ↘484      | Новостроевское муниципальное образование    |
| 58  | Онот             | село            | ↘860      | Онотское муниципальное образование          |
| 59  | Парфёново        | село            | ↘826      | Парфёновское муниципальное образование      |
| 60  | Паршевникова     | деревня         | ↗267      | Алехинское муниципальное образование        |
| 61  | Паточный         | посёлок         | →3        | Нижнеиретское муниципальное образование     |
| 62  | Петровка         | деревня         | ↗358      | Зерновское муниципальное образование        |
| 63  | Поздеева         | деревня         | →229      | Черемховское муниципальное образование      |
| 64  | Полежаева        | посёлок         | ↗55       | Голуметское муниципальное образование       |
| 65  | Поморцева        | деревня         | →6        | Бельское муниципальное образование          |
| 66  | Протасова        | деревня         | ↗33       | Булайское муниципальное образование         |
| 67  | Русская Аларь    | деревня         | ↘163      | Парфёновское муниципальное образование      |
| 68  | Рысево           | село            | ↗604      | Черемховское муниципальное образование      |
| 69  | Савинская        | деревня         | →123      | Парфёновское муниципальное образование      |
| 70  | Сарапулова       | деревня         | →104      | Парфёновское муниципальное образование      |
| 71  | Саянское         | село            | ↘494      | Саянское муниципальное образование          |
| 72  | Сплавная         | посёлок         | ↘173      | Тальниковское муниципальное образование     |
| 73  | Средний Булай    | деревня         | ↗233      | Алехинское муниципальное образование        |
| 74  | Средняя          | деревня         | ↘54       | Парфёновское муниципальное образование      |
| 75  | Старый Кутугун   | деревня         | →122      | Черемховское муниципальное образование      |
| 76  | Ступина          | заимка          | ↗9        | Новогромовское муниципальное образование    |
| 77  | Субботина        | деревня         | ↘71       | Михайловское муниципальное образование      |
| 78  | Сутупова         | деревня         | ↘89       | Парфёновское муниципальное образование      |
| 79  | Табук            | деревня         | ↘217      | Лоховское муниципальное образование         |
| 80  | Тальники         | село            | ↘563      | Тальниковское муниципальное образование     |
| 81  | Тарбажи          | заимка          | →19       | Парфёновское муниципальное образование      |
| 82  | Топка            | деревня         | ↘108      | Парфёновское муниципальное образование      |
| 83  | Трактовая        | деревня         | ↘24       | Черемховское муниципальное образование      |
| 84  | Труженик         | заимка          | →3        | Голуметское муниципальное образование       |
| 85  | Тунгуска         | село            | ↘329      | Тунгусское муниципальное образование        |
| 86  | Тунгусы          | деревня         | ↗15       | Тальниковское муниципальное образование     |
| 87  | Тюмень           | деревня         | ↘35       | Парфёновское муниципальное образование      |
| 88  | Узкий Луг        | село            | →593      | Узколугское муниципальное образование       |
| 89  | Ургантуй         | посёлок         | →20       | Онотское муниципальное образование          |
| 90  | Хандагай         | деревня         | ↘175      | Саянское муниципальное образование          |
| 91  | Хорьки           | деревня         | →13       | Парфёновское муниципальное образование      |
| 92  | Худорожкина      | деревня         | →281      | Узколугское муниципальное образование       |
| 93  | Чемодариха       | заимка          | ↗225      | Черемховское муниципальное образование      |
| 94  | Чернухина        | деревня         | ↗83       | Булайское муниципальное образование         |
| 95  | Чернушка 1-я     | посёлок         | ↗88       | Новостроевское муниципальное образование    |
| 96  | Чернушка 2-я     | посёлок         | ↗78       | Новостроевское муниципальное образование    |
| 97  | Шаманаева        | деревня         | ↗255      | Новогромовское муниципальное образование    |
| 98  | Шестакова        | заимка          | ↗21       | Нижнеиретское муниципальное образование     |
| 99  | Шубина           | деревня         | ↘59       | Черемховское муниципальное образование      |
| 100 | Юлинск           | посёлок         | ↘108      | Тальниковское муниципальное образование     |

Упразднённые населённые пункты:
- 2015 г. — Новый Кутугун, Шанхар[17].

## Экономика
Основные отрасли экономики района — сельское хозяйство и промышленность, которая имеет ярко выраженную горнодобывающую (преимущественно угледобывающую) специализацию. В районе добывается 18 % угля Иркутской области (в том числе 50 % каменного угля) и производится 100 % объёма переработки каменного угля и производства угольного концентрата.
Крупнейшим промышленным предприятием района является Касьяновская обогатительная фабрика, осуществляющая переработку каменного угля.

## Транспорт
Через территорию района проходит Транссибирская железнодорожная магистраль, федеральная трасса Сибирь.
В дальние посёлки сложно добраться, автобусы ходят раз в месяц, развозят пенсию.